# ポイントサイト
ポイントサイトとは、成功報酬型広告を中心に広告代理業を行うウェブサイト。お小遣いサイトとも呼ばれている。スマートフォンの普及後はアプリが登場した。

## 概要
サイト運営者は広告を掲載することにより広告掲載依頼者より報酬を受け取り、サイト利用者は掲載されている広告を利用することでサイト運営者から成功報酬を得られるシステム。
ポイントサイト運営者はアフィリエイト広告を掲載している場合が多い。
ポイントサイト利用者は掲載されているアフィリエイト広告から申し込みを行い、ポイントサイト運営側に金銭が払われる。
広告を利用するとサイト（アプリ）内での専用ポイントが加算され、一定額に達すると現金やそれに該当する金券、ギフトコード等に交換した形で報酬が支払われる。利用頻度にもよるが副収入として需要があり、ポイントサイト専用の比較サイトも多く見られる。
これはポイントサイトが提供する友達紹介制度を利用しており、比較サイトからポイントサイトの登録申し込みが入るとポイントサイト側から紹介者に報酬が支払われる仕組みになっている。
ポイントサイト側も集客の一環として行っている。

## ポイントサイトの例
ポイントサイト系：ハピタス / げん玉 / モッピー / ワラウ / ちょびリッチ / ポイントタウン / GetMoney! / すぐたま / ニフティポイントクラブ / ECナビ / アメフリ  / たまるモール by ふるなび / えんためねっと / GMOポイ活 / ポイントインカム / PONEY / Powl / クラシルリワード
交換サイト：Gポイント / ドットマネー / PeX / ネットマイル / RealPay
アンケートサイト：リサーチパネル / infoQ / マクロミル / キューモニター
共通ポイント系：Pontaボーナスパーク / Vポイントモール / 楽天リーベイツ / ポイント広場

## ポイントアプリ
スマートフォンの普及とともに、インターネットビジネスによる副業も手軽になりつつある。自宅からしか利用できなかったポイントサイトと比較して、スマートフォンから利用できるポイントアプリは出先や合間の時間に利用ができるようになった。報酬を無料ゲームアプリやSNSの課金として利用するユーザーも多いため、ゲームアプリやSNSの最新情報を配信するなどのサービスで企業が競合し、ポイントアプリ専用の比較サイトやブログも多く見られる。ただ、普及しすぎたため、集客の際になかった条件を、ポイント付与の直前に加え、集客しておいてポイント付与しない悪質サイトもある（東京地裁令和元年７月４日の判決でこれが採り上げられた）。

## 報酬発生条件
ユーザーはポイントサイト及びポイントアプリを経由して既定の条件を満たすことにより報酬が得られる。短時間で完了する手軽なもの、数日を要するものとさまざまだが、手間に準じて報酬が増えるのが基本となる。
サイト訪問
掲載されている広告をクリックし、スポンサーサイトを閲覧する。クリック成果。
無料/有料会員登録
スポンサーサイトにて会員の登録を完了させる。
商品の購入
スポンサーサイトにて該当の商品を購入する。
モニター参加
スポンサーサイトにてモニターの参加登録を完了させる。
資料請求
スポンサーサイトにて資料請求の登録を完了させる。
友達紹介
ポイントサイト及びポイントアプリを他者に紹介し、他者が利用を開始すると紹介者にポイントが与えられる。
検索
検索エンジンとの提携サイト内で検索をする。
掲示板への投稿
ポイントサイト内や該当の掲示板に口コミを投稿する。
アンケート
スポンサーの商品や企画のアンケートに答える。
申し込み
ポイントカードやクレジットカードを発行する。
無料アプリダウンロード（ポイントアプリ）
スポンサーの無料アプリをスマートフォンにダウンロードし、一定の地点までプレイする。
CM視聴
スポンサーのCM動画を視聴する。
来店
スポンサーサイトの店舗や会社に訪問し、面談やセミナーを受講する。
無料ゲーム
ポイントサイト独自で用意されたゲームをプレイする。
アプリ
スマホのゲームやニュースなどのアプリをインストールして一定条件を満たす。

## 得られる報酬の目安
無料案件やゲーム、アプリのインストールなど報酬単価の低いものを利用すれば月間3000円～5000円程度、クレジットカード発行やFXの口座開設などの高単価の案件を利用すれば月間2万円～3万円程度の報酬を得ることも可能である。また、WEBサイトやSNSなどで友達紹介を行うことで月間100万円以上の報酬を得るものもいる。

## 問題点
運営企業により異なるが、以下の不便がある。
- 締め日・支払日により報酬を手にするまで数ヶ月かかる。
- ポイントに有効期限がある。
- ポイント交換の上限や下限が定められている。（1000ポイント以上100ポイント単位、月間5000ポイントまで、など）
- 交換に人数が限られる。（月間100人までなど）
- ポイント交換に手数料（送金料・郵送料など）がかかる。
- 換金の場合、金融機関を指定されている。
- 条件をクリアしないと報酬が発生しない。（ゲームや検索だけのポイントでは交換が出来ず、商品購買によるポイントが必要、など）
- Webサーバのエラー・担当者不在で休止状態が数日続く。
- ミス・不具合によりポイントが付与されない。
- 閉鎖によりポイントを失効する。

## 用語解説
即日交換
ポイントサイト及びアプリ内の専用ポイントから報酬までの交換が即日で完了するということ。
高還元率
報酬が発生するまでの手間からの相場よりも報酬が良いということ。
最低交換額
サイト及びアプリ内の専用ポイントを報酬に交換する下限が低額だということ。金額が低いほど利用者が報酬を手にする機会が多くなる。
友達紹介制度
ポイントサイト及びポイントアプリをポイントサイト利用者が他者にSNSや、自身のブログ等を通じて紹介し、他者が紹介者のリンクから利用を開始すると紹介者にポイントが与えられる。SNSに、紹介の定型文を投稿する機能や、ブログやホームページに設置する用のバナーを提供するポイントサイトがほとんどである。
ダウン報酬
友達紹介を行った友人が報酬を得ることでその数％が紹介者に入る仕組み。